# 休·萨瑟兰
休·萨瑟兰（英語：Hugh Sutherland，1907年2月2日—1990年9月9日），加拿大男子冰球运动员，场上位置是后卫。他曾代表加拿大参加1932年冬季奥林匹克运动会冰球比赛，获得一枚金牌。